# James Alexander (3e comte de Caledon)
James Du Pre Alexander, 3e comte de Caledon (27 juillet 1812 - 30 juin 1855), nommé vicomte Alexander de sa naissance jusqu'en 1839, est un soldat et un homme politique.

## Biographie
Né dans une famille aristocratique d'Ulster-Scots à Londres, il est le fils du Du Pre Alexander (2e comte de Caledon) (en) et de Lady Catherine Yorke. Il fait ses études de 1824 à 1828 au Collège d'Eton puis à Christ Church, Oxford. Il est nommé haut shérif d'Armagh en 1836  et est député de Tyrone entre 1837 et 1839. Il succède au titre de comte de Caledon à la mort de son père le 8 avril 1839. Il est ensuite élu à la Chambre des lords en tant que pair représentant pour l'Irlande en 1841. Il obtient le grade de capitaine au service des Coldstream Guards et est colonel de la milice de Tyrone.
Il épouse Lady Jane Frederica Harriot Mary Grimston, fille de James Grimston (1er comte de Verulam) et de Lady Charlotte Jenkinson, le 4 septembre 1845 à St. Michael's, St. Albans, Hertfordshire, et a :
- James Alexander (4e comte de Caledon) (en) (11 juillet 1846 - 27 avril 1898)
- Hon. Walter Philip Alexander (9 février 1849 - 30 octobre 1934), lieutenant-colonel du 2nd Dragoons (Royal Scots Greys) qui sert pendant la seconde guerre des Boers de 1899 à 1900 et épouse Margaret Katherine Grimston (décédée le 12 septembre 1929), fille du révérend l'hon. Francis Grimston, fils de James Grimston (1er comte de Verulam).
- Lady Jane Charlotte Elizabeth Alexander (1er mai 1850 - 23 juin 1941), qui épouse le capitaine Edmund Barker Van Koughnet CMG (décédé le 27 mars 1905), fils de l'honorable Philip Michael Matthew Scott VanKoughnet, ancien chancelier de l'Ontario, et mort sans descendance.
- Hon. Charles Alexander (26 janvier 1854 - 27 octobre 1909), major du 3e bataillon, Royal Inniskilling Fusiliers qui, en 1880, épouse Kate Stayner, fille de Charles Stayner, de Halifax, Nouvelle-Écosse.

Lord Caledon est décédé à l'âge de 42 ans dans sa maison de Carlton House Terrace, à Londres, le 30 juin 1855 et est enterré à Caledon dans le comté de Tyrone, en Irlande. Lady Caledon est décédée le 30 mars 1888.